# Bambao Mtrouni
Bambao oder Bambao Mtrouni (auch: Bambao M’Sanga) ist ein Ort auf der Insel Anjouan im Inselstaat Komoren im Indischen Ozean. 1991 hat man 2669 Einwohner gezählt.

## Geographie
Bambao Mtrouni liegt zusammen mit dem Vorort Mromagi zentral an der Ostküste.
Früher war Bambao Sitz eines Sultans (u. a. Saïd Achmet (Bambao)).

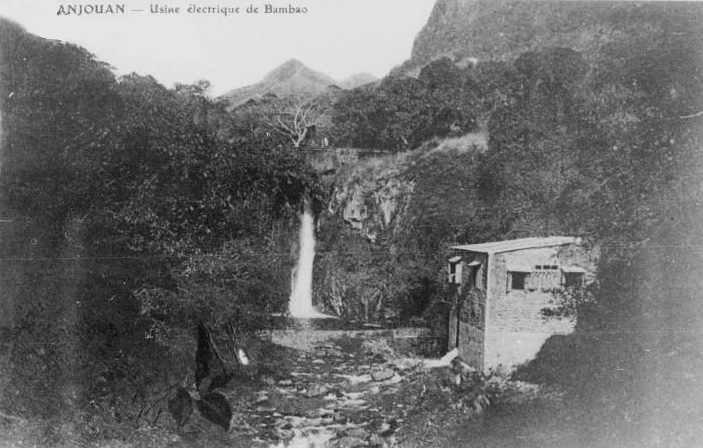
Elektrizitätswerk von Bambao am Anfang des 19. Jh. mit dem Wasserfall Tratringa.

## Sehenswürdigkeiten
In der Nähe liegt der Wasserfall Cascade Tratringua, der Anfang des 19. Jahrhunderts zur Elektrizitätsgewinnung genutzt wurde.